# جورج راسيل ديفيس
جورج راسيل ديفيس (بالإنجليزية: George Russell Davis)‏ هو قاضي أمريكي، ولد في 13 ديسمبر 1861 في هانتسفيل في الولايات المتحدة، وتوفي في 13 يونيو 1933 في باسادينا في الولايات المتحدة.